# Viver (Gemeinde)
Viver ist eine Gemeinde (Municipio) mit 1.680 Einwohnern (Stand: 2024) in der Provinz Castellón in der spanischen autonomomen Region Valencia. Neben dem gleichnamigen Hauptort gehören die Weiler Aldea de Herragudo, Masada del Sordo, Masías de Parrela, Masadas Blancas, Masías del Cristo und Masías del Río zur Gemeinde. 

## Geographie
Xèrica liegt etwa 50 Kilometer westsüdwestlich der Provinzhauptstadt Castellón de la Plana und etwa 55 Kilometer nordnordwestlich von Valencia im Bezirk Alto Palancia in einer Höhe von ca. 560 m am Río Palancia. Im Norden der Gemeinde befindet sich der Flugplatz Viver. Durch die Gemeinde führt die Autovía A-23. 

## Sehenswürdigkeiten

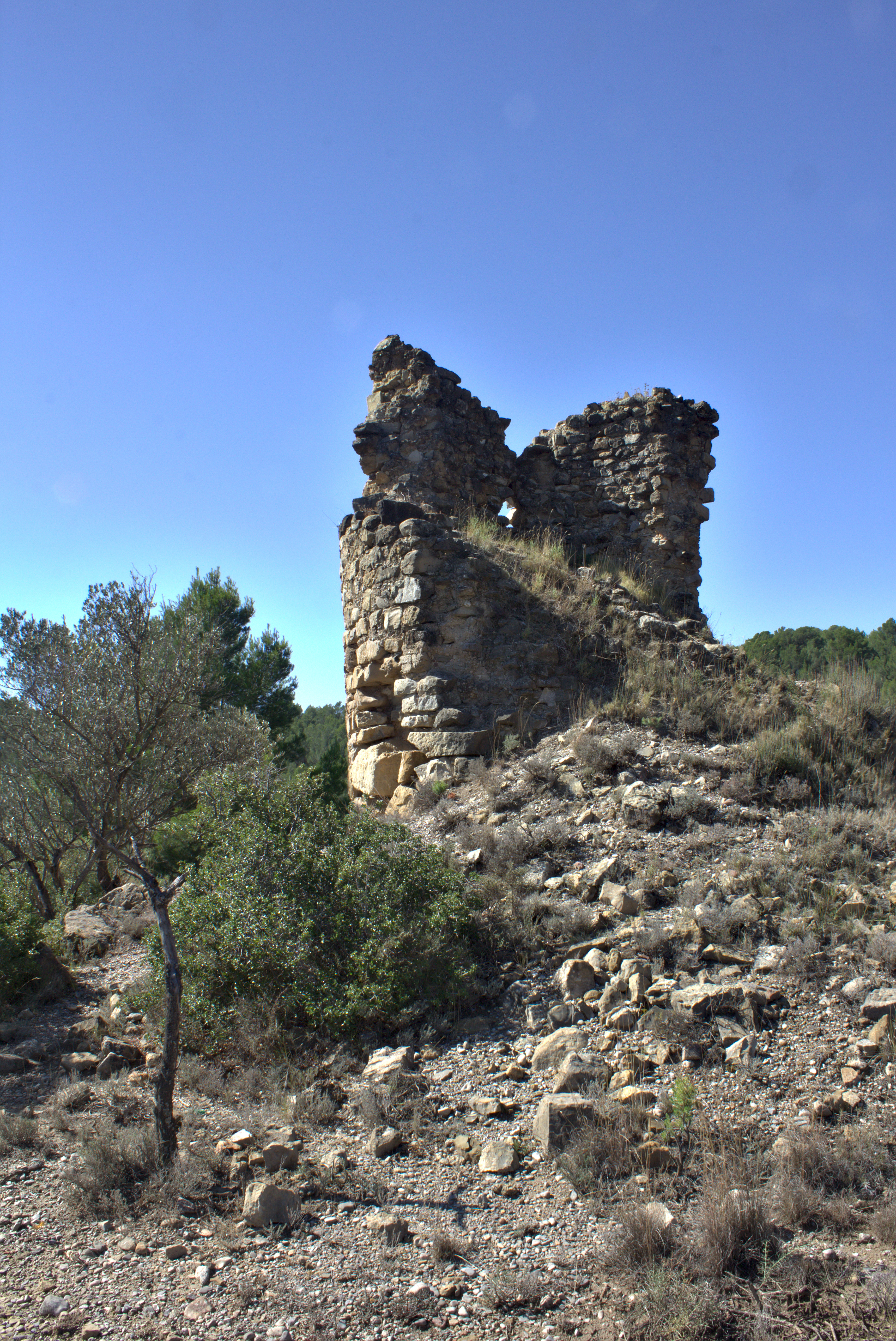
Turmreste
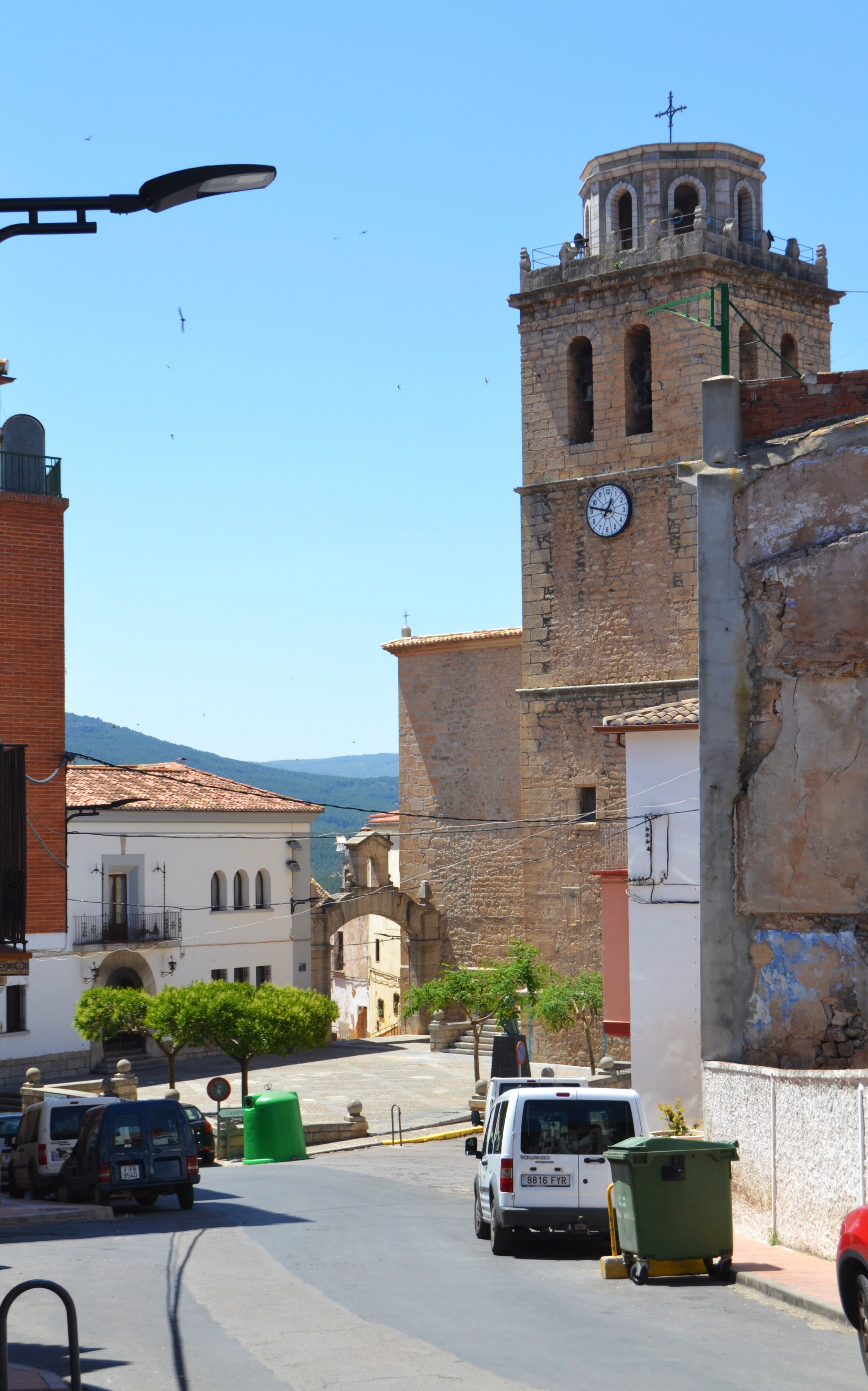
Kirche Mariä Gnade
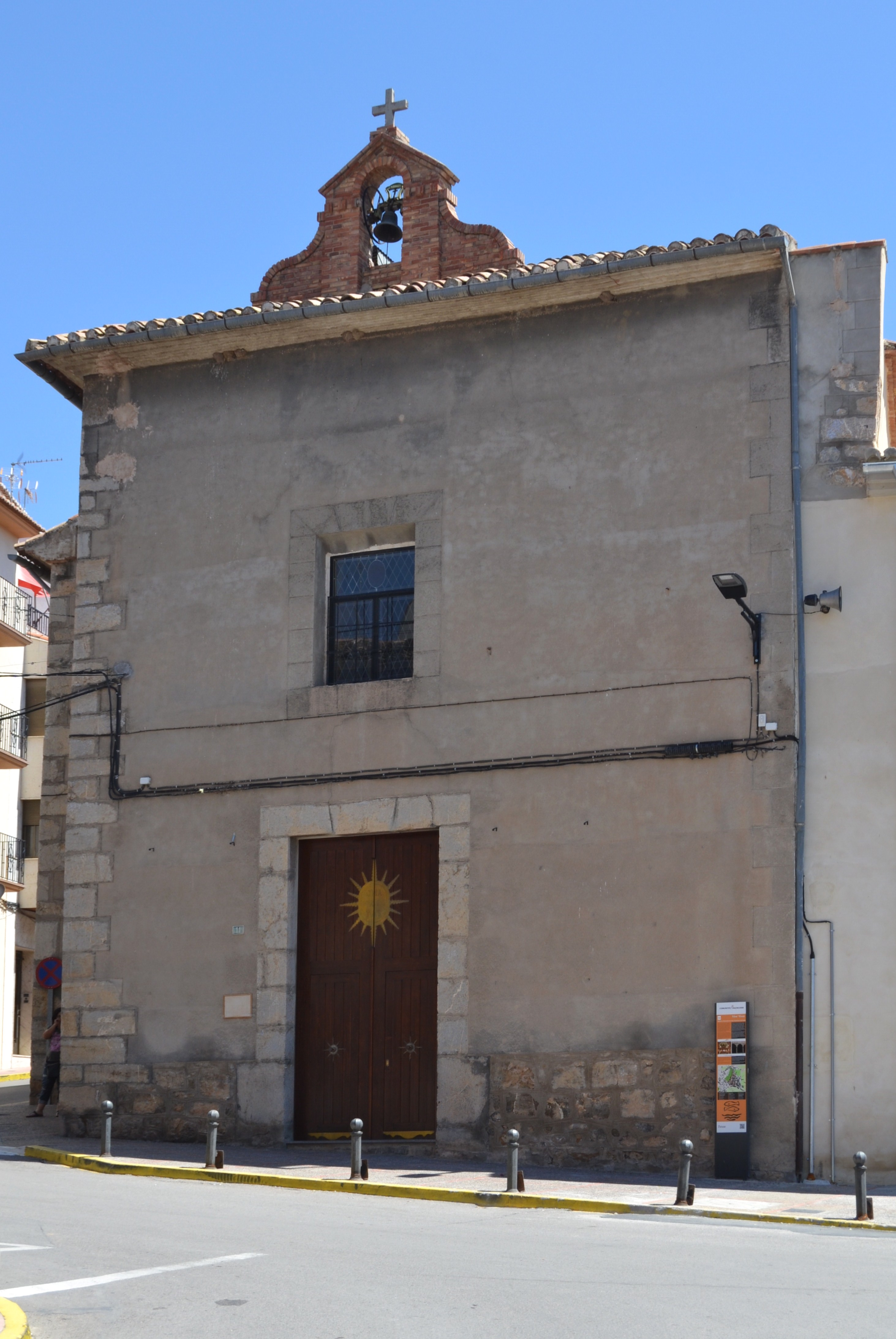
Franziskanerkonvent
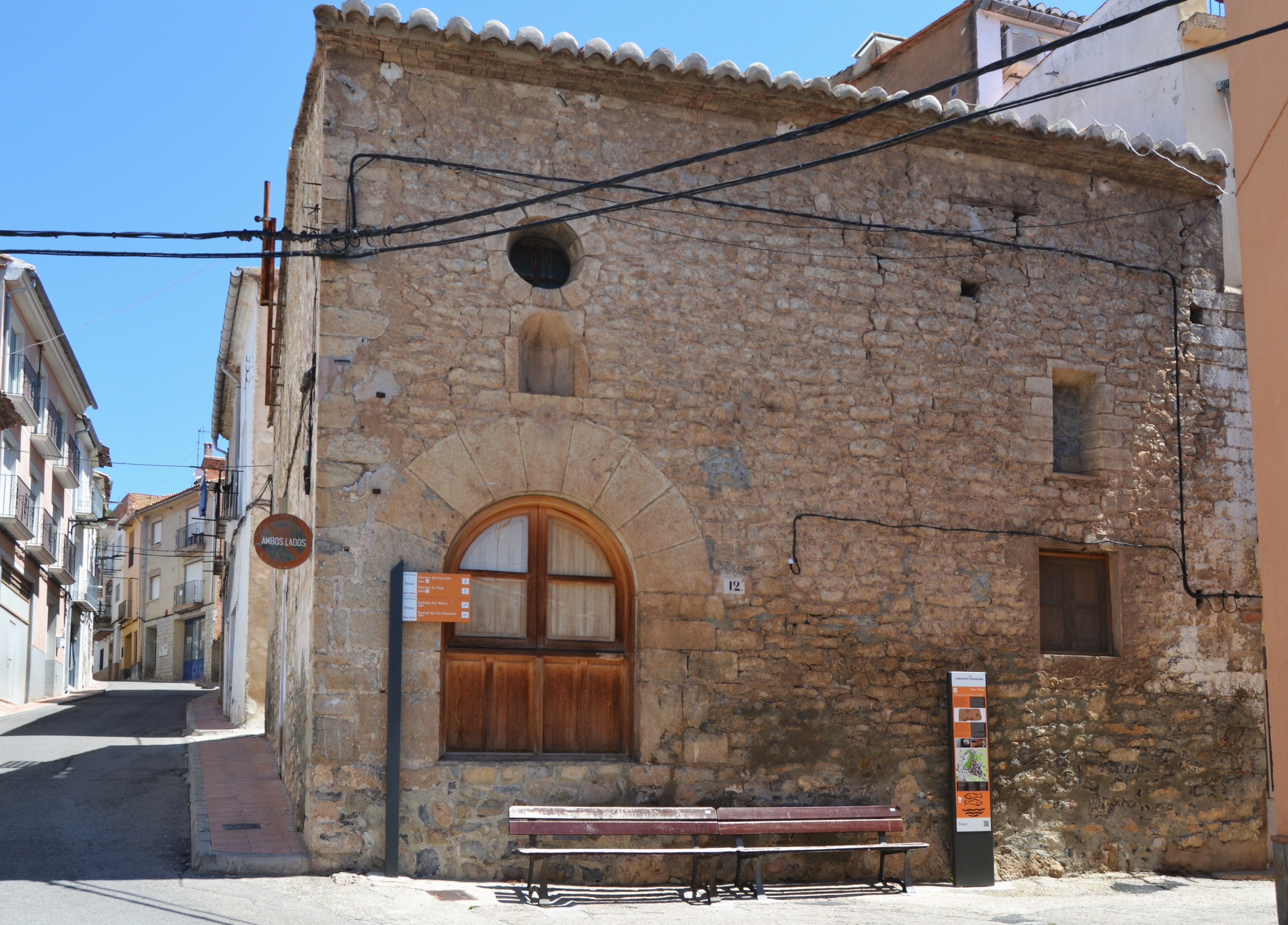
Barbarakapelle
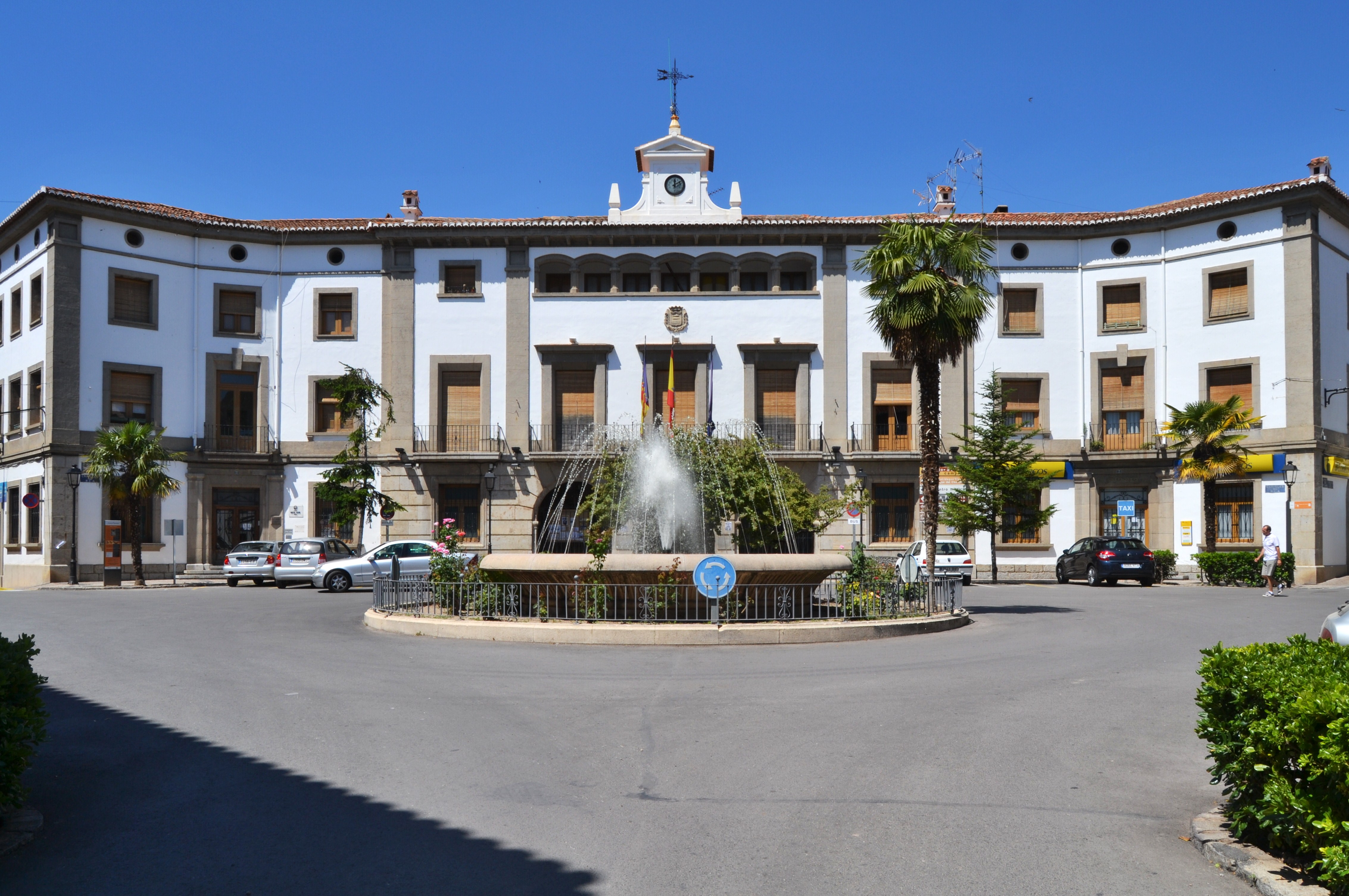
Rathaus

- Turmreste
- Kirche Mariä Gnade
- Kirche des Franziskanerkonvents
- Barbarakapelle
- Rathaus

## Persönlichkeiten
- Francisco Diago (1562–1615), Historiker